# Atirador de porta

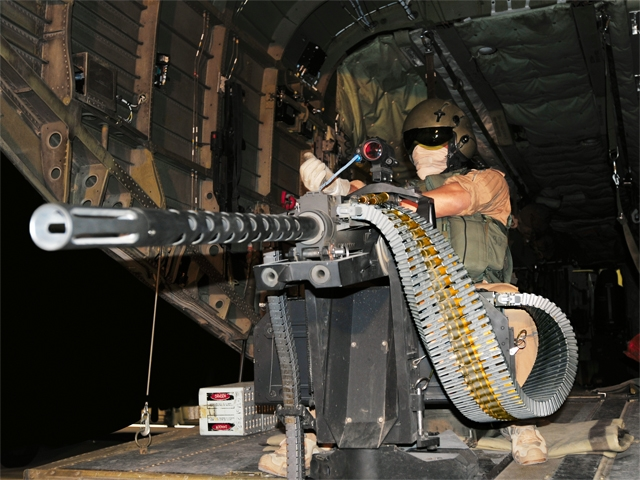
Um atirador de porta num helicóptero Sikorsky CH-53 alemão

Um Atirador de porta é o membro de uma tripulação, a bordo de uma aeronave militar, responsável por uma posição em que manuseia uma metralhadora ou arma de fogo numa das portas da aeronave. O tipo de aeronave é comummente o helicóptero.

## Link Externo
- Atirador de porta na Guerra do Vietname